# Ядерная программа Венесуэлы

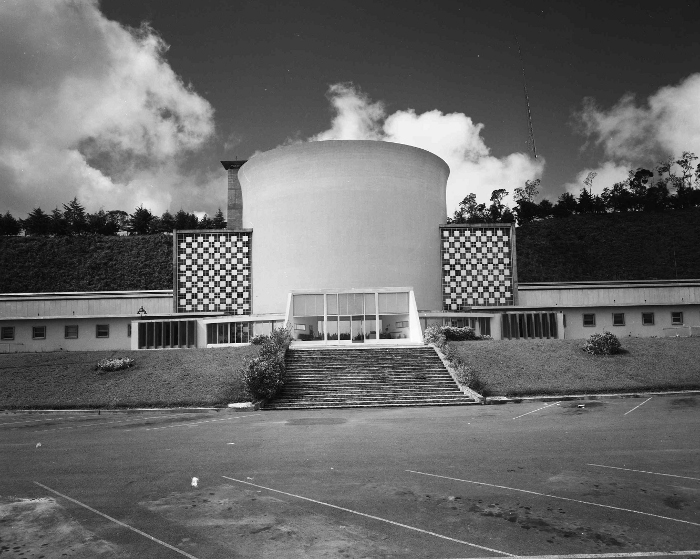
Фасад ядерной реакторной установки РВ-1 Венесуэльского института научных исследований (IVIC)

Ядерная программа Венесуэлы — работа над созданием мирной ядерной энергетики в Венесуэле. 
Ядерно-энергетические программы Венесуэлы начались в 1950-х годах. В настоящее время в Венесуэле нет действующих объектов ядерной энергетики. Большая часть деятельности в области ядерной науки в Венесуэле осуществляется в Венесуэльском институте научных исследований (IVIC). Венесуэла не занимается добычей радиоактивных полезных ископаемых, но по оценкам правительства в стране имеется 50 тонн неразработанной урановой руды.

## Исторические объекты
Во время руководства президента Маркоса Переса Хименеса ядерный реактор RV-1 в Венесуэльском институте научных исследований был введен в эксплуатацию под руководством Умберто Фернандеса-Морана. Реактор был приобретен у General Electric в 1956 году и мог производить до 3 МВт мощности. Реактор достиг критического состояния в 1960 году и был остановлен в 1994 году.

## Международные соглашения
В августе 1957 года Венесуэла стала членом Международного агентства по атомной энергии. В 1967 году Венесуэла подписала Договор Тлателолко, согласно которому государства-участники соглашаются запретить испытания и предотвратить создание ядерного оружия. В 1975 году Венесуэла также подписала Договор о нераспространении ядерного оружия. В марте 1982 года заключила соглашения о гарантиях МАГАТЭ, охватывающие всю ее ядерную деятельность. В 2017 году Венесуэла подписала Договор ООН о запрещении ядерного оружия. Другие соглашения включают меморандум о взаимопонимании с Бразилией о сотрудничестве в мирном использовании ядерной энергии от июля 1979 года, за которым последовал совместный исследовательский проект ядерного реактора в ноябре 1983 года. В 2007 году в газете O Estado de S. Paulo появилась статья о том, что технология добычи урана, разработанная Национальной комиссией по ядерной энергии Бразилии, была передана Венесуэле.

## Отмененные проекты
В 2010 году Венесуэла объявила о планах строительства атомной электростанции при поддержке России. Венесуэла подписала два соглашения с Россией: один о сотрудничестве в области ядерной энергетики, а второй о покупке и установке двух ядерных реакторов: исследовательского реактора, который будет использоваться в медицинских и научных целях, и атомной электростанции. После ядерной катастрофы на АЭС «Фукусима-дайити» в Японии в 2011 году президент Венесуэлы Уго Чавес объявил о прекращении планов строительства атомной электростанции. Соглашение с Россией предусматривало обучение венесуэльских студентов в России для роста профильных кадров. Многие венесуэльские студенты обучались в аспирантуре в России до закрытия программы обучения в 2017 году.